# ISO 3166-2:PL
O ISO 3166-2:PL é um sub-conjunto do padrão ISO 3166-2, que define geocódigos. Se aplica a Polônia, e cobre suas 16 voivodias.
Cada parte de um código ISO 3166-2:PL consiste no código ISO 3166-1 para a Polônia (PL) hifenizado a um sub-código de dois dígitos alfabéticos, o qual representa a sigla da voivodia.

## Códigos
| PL-DS | Baixa Silésia (Dolnośląskie)             |
| PL-KP | Cujávia-Pomerânia (Kujawsko-Pomorskie)   |
| PL-LU | Lublin (Lubelskie)                       |
| PL-LB | Lubúsquia (Lubuskie)                     |
| PL-LD | Łódź (Łódzkie)                           |
| PL-MA | Pequena Polônia (Małopolskie)            |
| PL-MZ | Mazóvia (Mazowieckie)                    |
| PL-OP | Opole (Opolskie)                         |
| PL-PK | Subcarpácia (Podkarpackie)               |
| PL-PD | Podláquia (Podlaskie)                    |
| PL-PM | Pomerânia (Pomorskie)                    |
| PL-SL | Silésia (Śląskie)                        |
| PL-SK | Santa Cruz (Świętokrzyskie)              |
| PL-WN | Vármia-Masúria (Warmińsko-Mazurskie)     |
| PL-WP | Grande Polônia (Wielkopolskie)           |
| PL-ZP | Pomerânia Ocidental (Zachodniopomorskie) |